# Bildnis Dr. Bircher-Benner

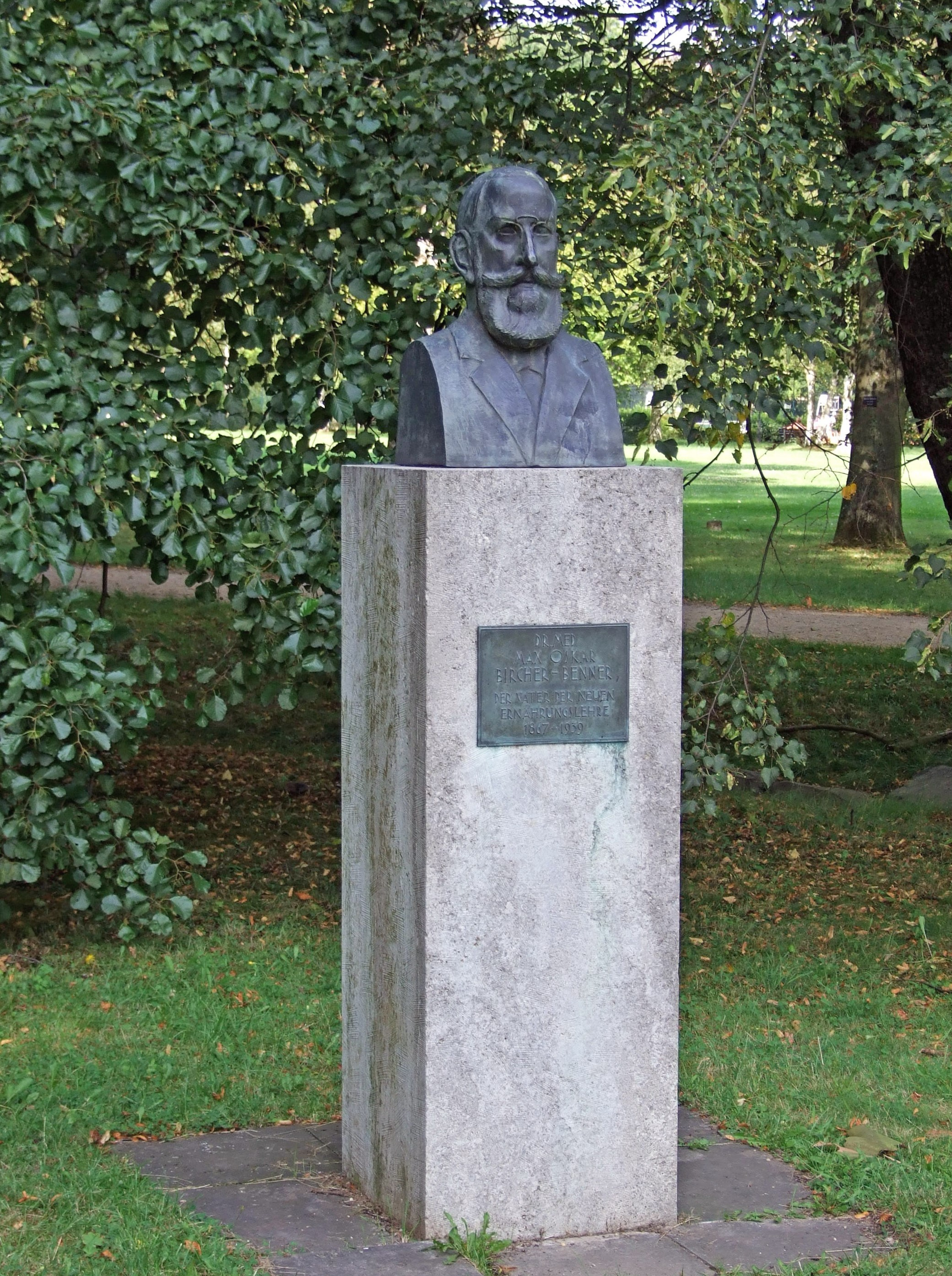
Bildnis Dr. Bircher-Benner

Das Bildnis Dr. Bircher-Benner ist eine denkmalgeschützte Bronzebüste des Schweizer Arztes und Ernährungswissenschaftlers Maximilian Oskar Bircher-Benner, der als Pionier der Vollwertkost gilt.
Das vom Frankfurter Bildhauer Georg Krämer geschaffene und 1965 enthüllte Werk befindet sich im Kurpark Bad Homburg im Bad Homburger Stadtteil Kirdorf. Die auf einem Sockel aus Muschelkalk stehende Büste ist eine Stiftung der „Gesellschaft für Gesundheitskultur“, deren Vorsitzender Bircher-Benner gewesen war.
Die Inschrift lautet: „Dr. Med. Max Oskar Bircher-Benner, der Vater der neuen Ernährungslehre 1867–1939“.